# Grądy (Orzysz)
Grądy (deutsch Gronden, 1938 bis 1945 Grunden) ist ein kleines Dorf in der polnischen Woiwodschaft Ermland-Masuren, das zur Gmina Orzysz (Stadt- und Landgemeinde Arys) im Powiat Piski (Kreis Johannisburg) gehört.

## Geographische Lage
Grądy liegt in der östlichen Woiwodschaft Ermland-Masuren, 24 Kilometer nordöstlich der Kreisstadt Pisz (deutsch Johannisburg).

## Geschichte
Im Jahre 1672 wurde das Gut Gronden mit einigen Gehöften gegründet. 1874 wurde der kleine Ort in den Amtsbezirk Mykossen (polnisch Mikosze) eingegliedert, der – 1938 in „Amtsbezirk Arenswalde“ umbenannt – bis 1945 bestand und zum Kreis Johannisburg im Regierungsbezirk Gumbinnen (ab 1905: Regierungsbezirk Allenstein) in der preußischen Provinz Ostpreußen gehörte. Der Gutsbezirk Gronden zählte 1910 insgesamt 86 Einwohner.
Am 30. September 1928 verlor Gronden seine Eigenständigkeit und wurde in die Stadtgemeinde Arys (polnisch Orzysz) eingemeindet. Am 3. Juni (amtlich bestätigt am 16. Juli) des Jahres 1938 wurde Gronden in „Grunden“ umbenannt und kam 1945 in Kriegsfolge mit der Stadt Arys und dem gesamten südlichen Ostpreußen zu Polen. Der kleine Ort trägt jetzt die polnische Namensform „Grądy“ und ist Sitz eines Schulzenamtes (polnisch: Sołectwo), in das auch der Nachbarort Grądy Podmiejskie eingeschlossen ist – bis 1998 der Woiwodschaft Suwałki, seither der Woiwodschaft Ermland-Masuren zugehörig.

## Religionen
Bis 1945 war Gronden in die evangelische Kirche Arys in der Kirchenprovinz Ostpreußen der Kirche der Altpreußischen Union sowie in die römisch-katholische Kirche Arys im Bistum Ermland eingepfarrt.
Der Bezug Grądys zu Orzysz besteht katholischerseits auch heute noch. Allerdings gehört die Stadt jetzt zum Bistum Ełk der Römisch-katholischen Kirche in Polen. Die evangelischen Einwohner halten sich zur Kirchengemeinde in Pisz (Johannisburg) in der Diözese Masuren der Evangelisch-Augsburgischen Kirche in Polen.

## Verkehr
Grądy liegt östlich der polnischen Landesstraße 63 (einstige deutsche Reichsstraße 131) und ist von Grądy Podmiejskie aus direkt zu erreichen. Die nächste Bahnstation ist Orzysz an der Bahnstrecke Czerwonka–Ełk (deutsch Rothfließ–Lyck), die heute allerdings nicht mehr regulär befahren wird.